# Store Drømme
Store Drømme er en dansk Tv-serie, der havde premiere 12. september 2009 på TV2. Serien er instrueret af Adam Neutzky-Wulff og produceret af Nordisk Film
Store Drømme blev optaget på listen over de 8 hotteste nye serier, ved tv-messen i Cannes i 2009.[kilde mangler]

## Medvirkende
- Morten Hemmingsen (Micky)
- Maria Lucia Heiberg Rosenberg (Sofia)
- Simon Mathew(Oliver)
- Anna David (Kris)
- Mathias Arvedsen (Theo)
- Christine Gaski (Lis)
- Frank Thiel (Thomas)
- Marie Askehave (Rebekka)
- Helle Fagralid (Maria)